# Beeldengroep van Mars en Venus
De beeldengroep van Mars en Venus is een Romeins kunstwerk uit de tweede eeuw. Het bevindt zich in de collectie van het Louvre.

## Voorstelling
De beeldengroep is in de eerste helft van de tweede eeuw gemaakt. Soms wordt aangenomen dat de beelden oorspronkelijk portretten van keizer Hadrianus en zijn vrouw Sabina waren. Hadrianus was de eerste keizer die zich al tijdens zijn leven als god liet afbeelden, tot dan toe gebeurde dat alleen postuum. Hier worden hij en zijn vrouw voorgesteld als het antieke liefdeskoppel Mars en Venus. Deze combinatie was in het Romeinse Rijk geïntroduceerd ten tijde van keizer Augustus. Hadrianus is volledig naakt met de uitrusting van de oorlogsgod, een helm met kam en griffioenen en een zwaard waar hij met de hand naar reikt. Zijn vrouw schikt zijn schouderband. Over een boomstronk die ook dienst doet als steun voor de beelden, ligt een borstplaat. 
Hadrianus bracht tijdens zijn regeerperiode een hernieuwde belangstelling voor de klassieke Griekse kunst teweeg. Ook deze beelden grijpen terug op oude voorbeelden. Het beeld van Venus doet denken aan de halfnaakte beelden van Aphrodite die in navolging van Praxiteles veel gemaakt werden. Voorbeelden hiervan zijn de Venus van Milo en de Venus van Capua. Dit laatste beeld heeft een vergelijkbare pose. Omdat het niet gepast was om een keizerin halfnaakt weer te geven, is ook het bovenlichaam met kleding bedekt.
De keizerlijke toeschrijving van de beeldengroep is niet onomstreden. De traditionele interpretatie gaat ervan uit dat enkele decennia na de vervaardiging veranderingen aangebracht werden aan de groep. De gelaatstrekken van Hadrianus werden bijgewerkt, waardoor de gelijkenis minder werd. Het hoofd van de vrouw werd vervangen, waarschijnlijk door een afbeelding van Lucilla, weduwe van Lucius Verus. Sommige onderzoekers stellen echter dat het hier gaat om een huwelijksportret van gegoede burgers. De beelden zouden daarmee niet bestemd zijn voor verering maar voor de decoratie van een huis of graf. De gelijkenis met keizerlijke portretten ontstaat, omdat de elite in bijvoorbeeld de haardracht keizerlijke voorbeelden volgde. Het kunstwerk zou in zijn geheel rond 140 gemaakt kunnen zijn, dus zonder latere toevoegingen.

## Herkomst
De beeldengroep werd in 1620 gevonden in de buurt van de Santa Maria Maggiore in Rome en kwam later in bezit van de familie Borghese. In 1807 kocht Napoleon de kunstcollectie van Camillo Borghese waaronder dit beeld.

## Afbeeldingen

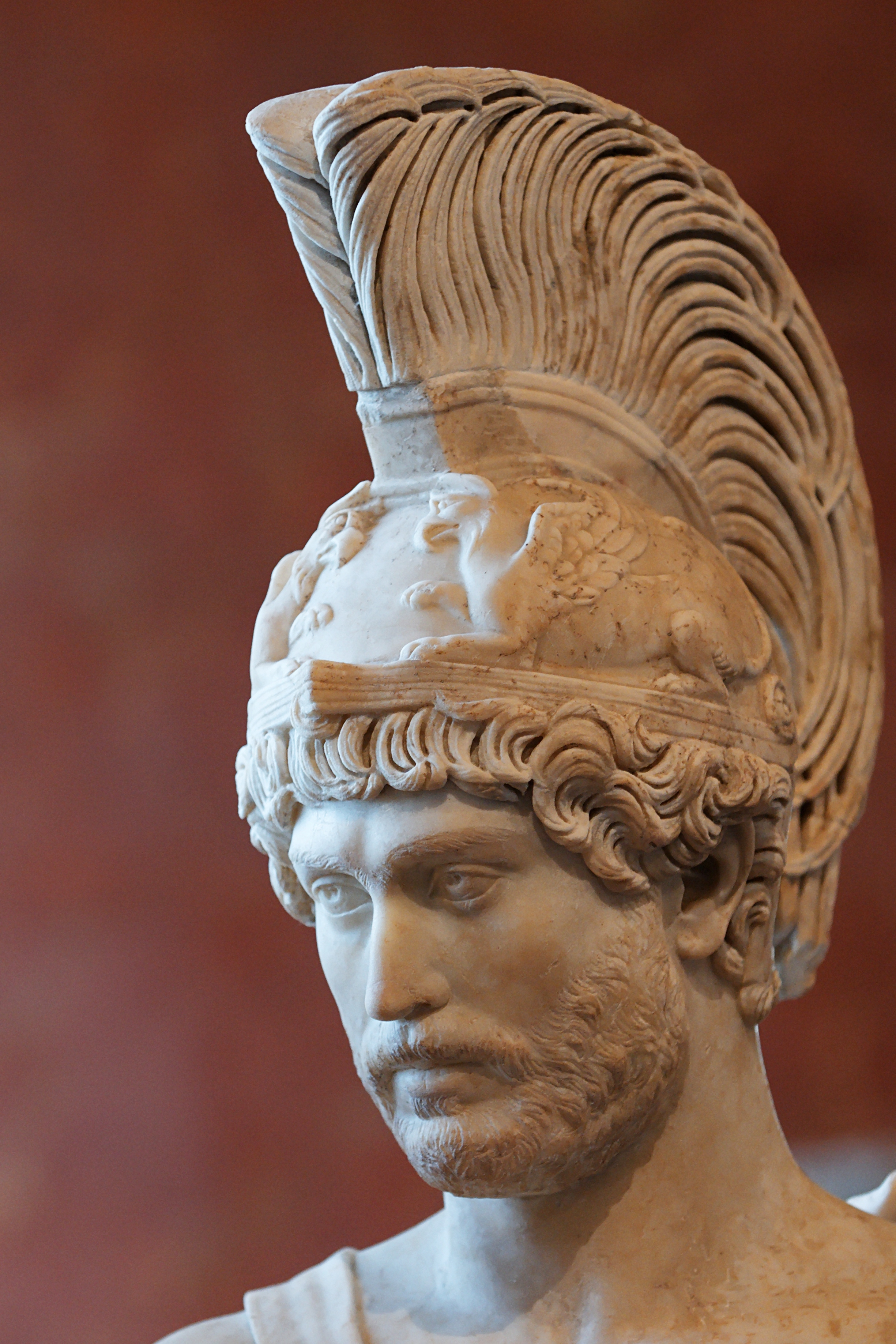
detail
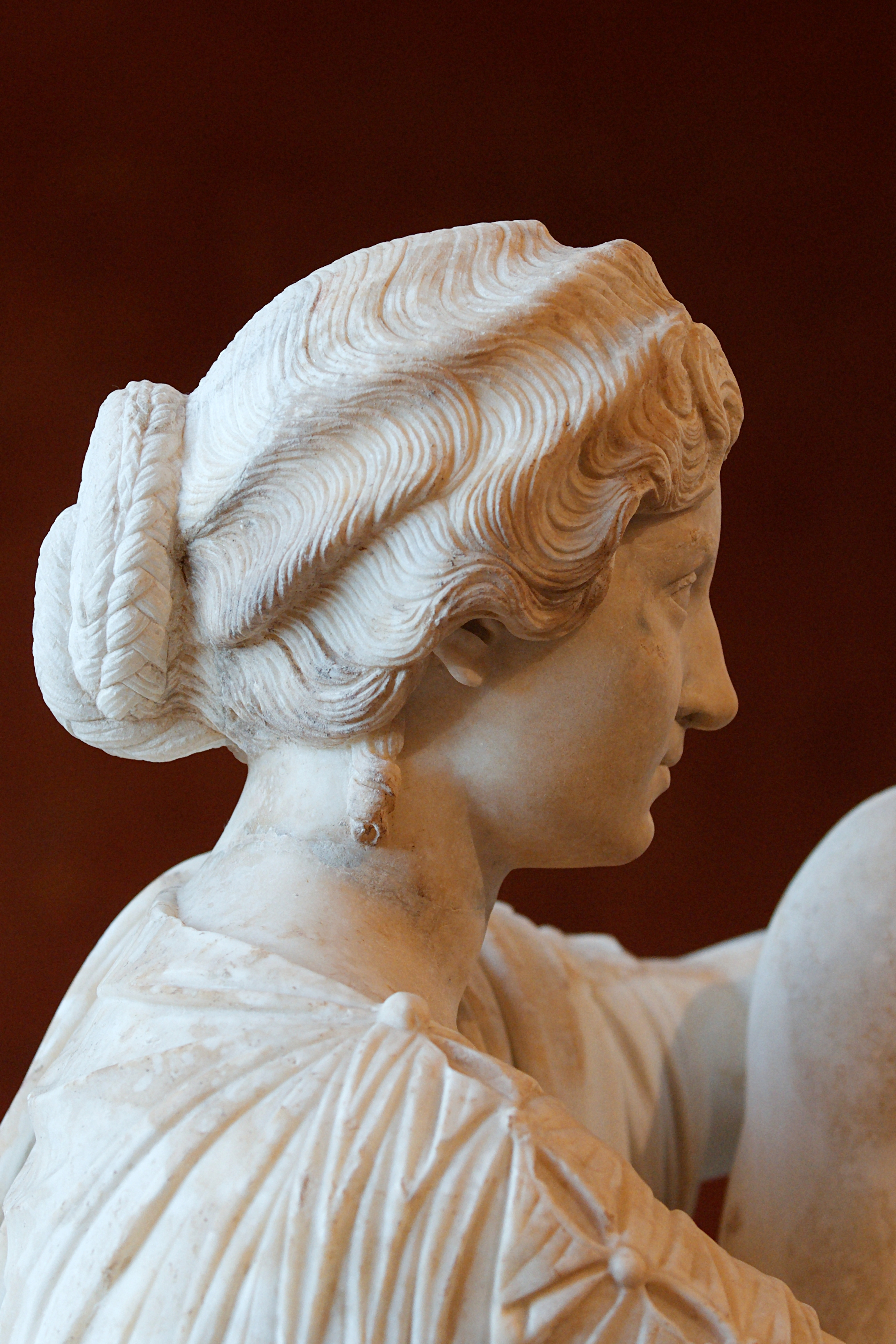
detail
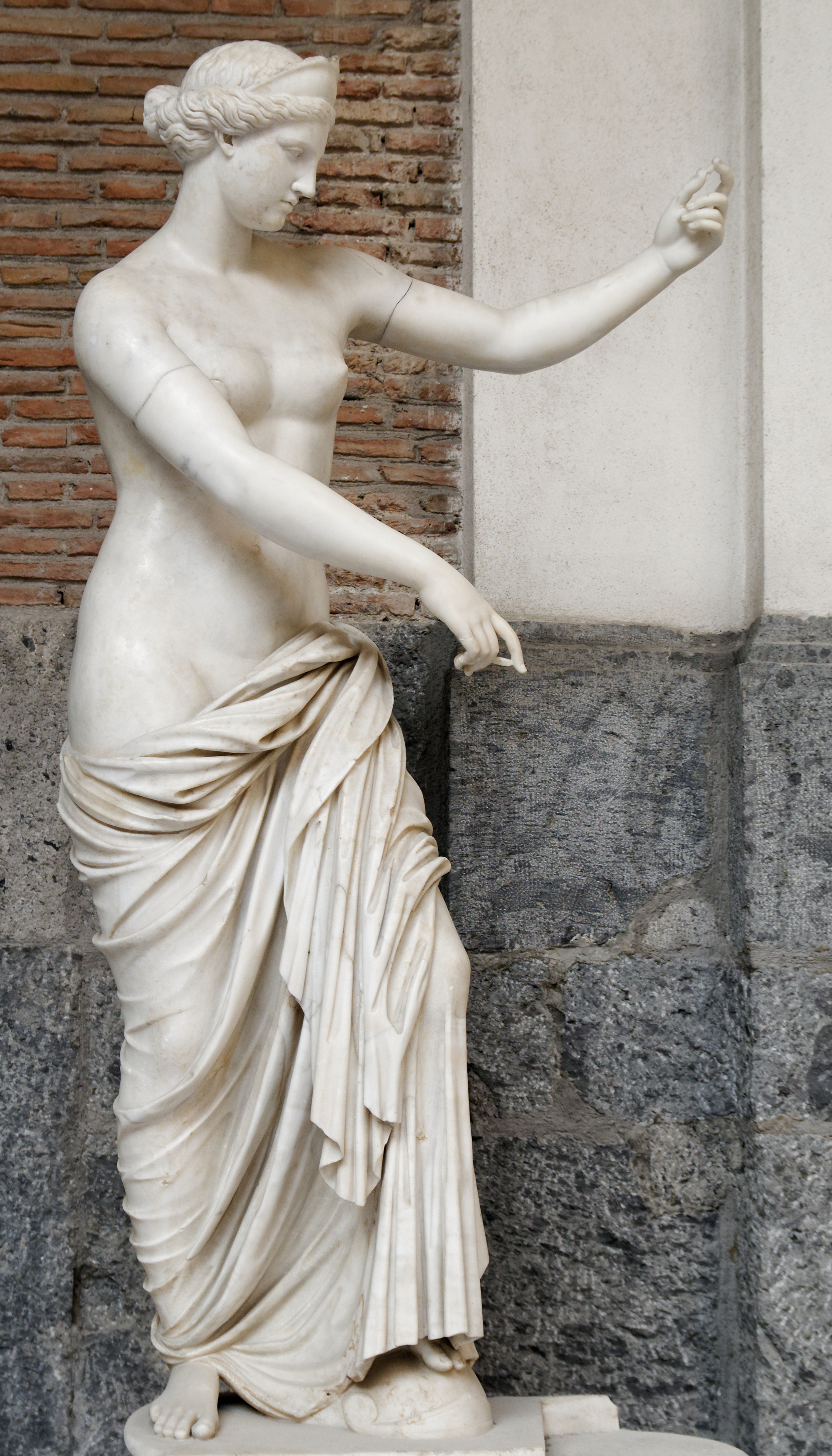
Venus van Capua